# 125592 Buthiers
125592 Buthiers este o planetă minoră (asteroid), cu un diametru de 2,959 km, din centura de asteroizi. A fost descoperită pe 15 decembrie 2001 la Buthiers⁠(d) de Jean-Claude Merlin⁠(d). 
Obiectul prezintă o orbită caracterizată de o semiaxă mare de 2,5863884147486 UAi, o excentricitate de 0,14, o înclinație de 3,3 ° în raport cu ecliptica.